# Heide Simonis
Heide Simonis, nata Steinhardt (Bonn, 4 luglio 1943 – Kiel, 12 luglio 2023), è stata una politica tedesca, ministra presidente dello Schleswig-Holstein dal 1993 al 2005, prima donna nella storia della Germania a servire come capo di un governo statale.

## Biografia
Heide Steinhardt nacque a Bonn, nella Renania Settentrionale-Vestfalia, ed era la maggiore di tre sorelle. Studiò economia e sociologia presso l'Università Friedrich-Alexander di Erlangen-Norimberga e all'Università di Kiel.

### Carriera politica
Entrò in politica nel 1969, iscrivendosi al Partito Socialdemocratico. Nel 1976 venne eletta al Bundestag in rappresentanza della circoscrizione di Rendsburg-Eckernförde, divenendo il membro più giovane in parlamento.
Nel 1988 venne nominata ministra delle finanze dello Schleswig-Holstein dall'allora ministro presidente Björn Engholm. Nel 1992, attraverso le elezioni statali, divenne membro del Landtag dello Schleswig-Holstein.
Nel maggio 1993 venne eletta ministra presidente dello Schleswig-Holstein dopo le dimissioni di Björn Engholm a seguito di uno scandalo. Divenne la prima donna ad essere capo del governo in Germania e l'unica nel XX secolo.
Alle successive elezioni statali svoltesi nel 1996, nonostante una diminuzione di consensi, venne confermata ministra presidente. Nel 2000 vinse nuovamente le elezioni battendo l'avversario politico Volker Rühe del CDU. Nel 2005 non riuscì ad essere rieletta, venendo sconfitta da Peter Harry Carstensen.

### Anni successivi
Negli anni seguenti fu nominata presidente del Comitato tedesco per l'UNICEF, dimettendosi nel 2008 a causa di uno scandalo interno.

## Vita privata
Si sposò nel 1967 con un suo compagno di studi. Nel 2014 le venne diagnosticata la malattia di Parkinson. Morì a Kiel, capitale dello Schleswig-Holstein, il 12 luglio 2023, pochi giorni dopo aver compiuto ottant'anni.